# Thilo Jahn

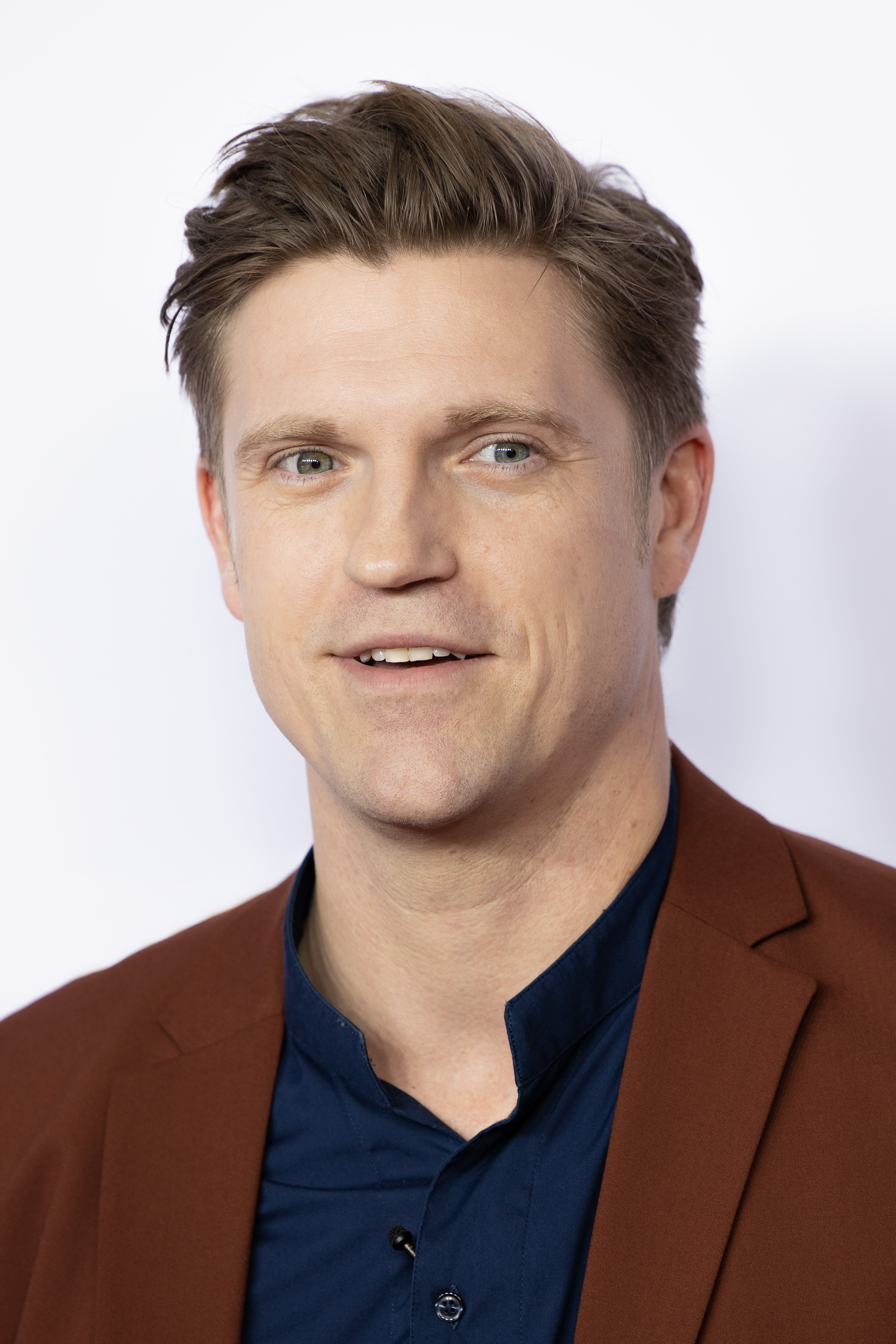
Thilo Jahn (2020)

Thilo Jahn (* 2. Februar 1982 in Pforzheim) ist ein deutscher Journalist sowie Radio- und Fernsehmoderator. Er gewann den Grimme-Preis 2015 für das Format Mr. Dicks – Das erste wirklich subjektive Gesellschaftsmagazin (EinsFestival/WDR). Er moderiert im Radio für Deutschlandfunk Nova sowie im TV für die Sender ONE und den WDR (u. a. das Kulturmagazin WESTART). 2019 gewann Thilo Jahn den Deutschen Radiopreis in der Kategorie Bestes Nachrichten- und Informationsformat.